# Enolaat
Een enolaat of alkenolaat is in de organische chemie een reactief intermediair en een functionele stofklasse, waarvan de structuur is afgeleid van een enol. Enolaten worden gevormd wanneer een carbonylverbinding (of de enolvorm ervan) een waterstofion (H+) afstaat en dus een anion vormt. Ze zijn, door het afsplitsen van dit proton (deprotonering), zeer basisch. Het deprotoneren kan gebeuren met lithiumdi-isopropylamide (LDA), waarbij LDA verandert naar Di-isopropylamine (DIA):
Enolaten worden, omwille van hun structurele overeenkomst met ketongroepen, ook weleens geactiveerde ketonen genoemd. Dit verwijst naar het feit dat het zuurstofatoom een negatieve lading draagt. Er bestaat ook een resonantiestructuur, waarbij koolstof een negatieve lading draagt. Deze is echter niet zo stabiel, omdat koolstof minder elektronegatief is dan zuurstof.
1,3-diketonen zijn zeer geschikt om enolen en enolaten te vormen.

## Aldol-reactie
De aldol-reactie is een belangrijke organische reactie, waarbij een enolaat (2) en een carbonylgroep (3) reageren om een aldol (5) vormen: